# Lorenzo Morbelli
Lorenzo Morbelli (Casale Monferrato, 7 marzo 1913 – 1964) è stato un calciatore italiano, di ruolo portiere.

## Carriera
Nella prima parte degli anni '30 giocò con il Casale, debuttando in Serie A grazie all'allenatore Lajos Czeizler nella sconfitta per 2-1 del 29 gennaio 1933 a Padova contro la squadra locale.
Nel 1936 passò all'Asti, squadra nella quale militò per tre stagioni prima di ritirarsi.